# Kalevi Sorsa
Taisto Kalevi Sorsa (Keuruu, 21 dicembre 1930 – Helsinki, 16 gennaio 2004) è stato un politico finlandese, quattro volte primo ministro: dal 1972 al 1975, dal 1977 al 1979, dal 1982 al 1983 ed infine dal 1983 al 1987.

## Biografia
Dopo aver studiato a Jyväskylä e a Lappeenranta, aderì al Partito Socialdemocratico a partire dal 1948 e, grazie all'aiuto di Rafael Paasio, divenne presto segretario del partito. Prima di diventare capo del governo, lavorò per l'UNESCO a Parigi dal 1959 al 1965 e fu segretario generale dell'UNESCO in Finlandia dal 1965 al 1969. 
Dal 1975 al 1976 e dal 1987 al 1989 fu vice-primo ministro e, al termine dei suoi mandati come premier, ricoprì la carica di presidente del Parlamento dal 1989 al 1991. 
Nel 1993 si candidò alle elezioni presidenziali ma venne sconfitto nelle primarie del Partito Socialdemocratico dall'allora semi-sconosciuto Martti Ahtisaari.